# Dirk De Wolf
Dirk De Wolf (Aalst, 16 de gener de 1961) va ser un ciclista belga, que fou professional entre 1983 i 1994. Durant la seva carrera professional destaca la medalla de plata aconseguida al Campionat del Món de ciclisme de 1990, així com la Lieja-Bastogne-Lieja de 1992.

## Palmarès
- 1983
  - Vencedor d'una etapa de la París-Niça
- 1986
  - 1r als Quatre dies de Dunkerque i vencedor d'una etapa
- 1989
  - 1r a l'A través de Bèlgica
- 1990
  - 1r al Druivenkoers Overijse
  - Vencedor d'una etapa a la Volta a Astúries
- 1991
  - 1r al Giro dell'Appennino
  - Vencedor d'una etapa de la Tirrena-Adriàtica
- 1992
  - 1r a la Lieja-Bastogne-Lieja
  - Vencedor d'una etapa dels Tres dies de De Panne

### Resultats al Tour de França
- 1986. 64è de la classificació general
- 1988. 80è de la classificació general
- 1989. 86è de la classificació general
- 1991. Abandona (13a etapa)
- 1992. 86è de la classificació general